# Michael Scheirl
Michael Scheirl (* 30. Mai 1953 in Salzburg) ist ein österreichischer Maler der Asphalt-Art, diese ist am ehesten der Pop Art zugehörig.

## Leben

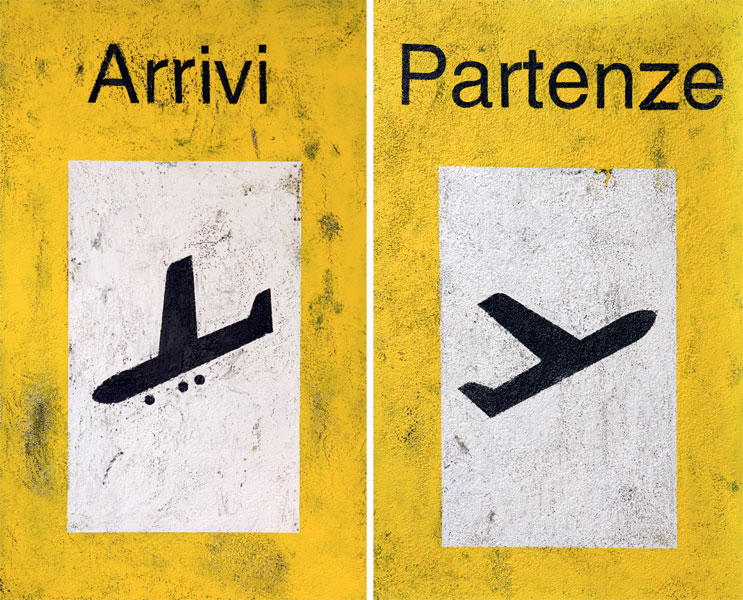
Beschreibung: Michael Scheirl: Counterparts, Arrivi / Partenze, Ausstellung Salzburg 2006

Michael Scheirl verbrachte seine Jugend in Salzburg, 1977 schloss er die Schule für Raumausstattung und Innenarchitektur in Stuttgart-Feuerbach ab. Von 1985 bis 1990 absolvierte er eine Ausbildung an der „Kunstschule Zürich“. Die künstlerische Tätigkeit umfasste zu diesem Zeitpunkt Arbeiten mit Öl auf Leinwand sowie Holz und Eisenskulpturen mit Acryl.
Scheirl war in jüngeren Jahren eifriger Motocrossfahrer und ist derzeit immer noch als Eishockeyspieler im Einsatz. Seit 1998 beschäftigt er sich mit dem Thema Straße. Es entstanden Bildtafeln, deren Oberfläche mit original Asphalt und original Straßenmarkierungen bearbeitet wurde. Somit wird die Straße von der Horizontalen in die Vertikale transferiert.
Die dargestellten Werke thematisieren die Vielfalt der auf der Straße befindlichen Zeichen aus den verschiedensten Ländern, von der Werbung bis hin zu politischen Parolen, zeigen aber auch Dinge, die verloren, weggeworfen oder einfach nur liegen gelassen worden sind.

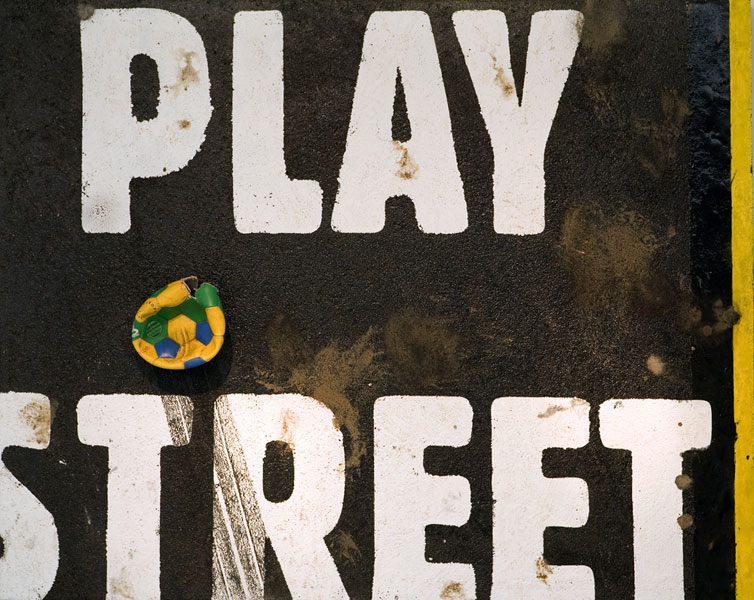
Beschreibung: Michael Scheirl: Where do the children play?, Nominee Wesseling 2006, Deutschland

### Mitgliedschaft
- IG Bildende Kunst, Wien

### Nominierungen und Auszeichnungen
- 2003 Treibacher award
- 2006 Nominee Kunstpreis Wesseling 2006.

### Auszug aus den Ausstellungen
- 1998 Museum für angewandte Kunst, Wien / Österreich
- 1999 Asphalt und Eisen Kunsthalle Braunschweig (im ARTmax), / Deutschland
- 2002 Internationale Biennale, Hüttenberg (Kärnten) / Österreich
- 2006 Counterparts Zwerglgartenpavillon Mirabellgarten, Salzburg / Österreich